# Le Seigneur des anneaux : La Guerre de l'anneau
Le Seigneur des anneaux : La Guerre de l'anneau (The Lord of the Rings: War of the Ring en version originale) est un jeu vidéo de stratégie en temps réel développé par Liquid Entertainment et édité par Sierra Entertainment sorti en 2003 sur Windows.
Basé sur la trilogie du Seigneur des anneaux de J. R. R. Tolkien, le jeu retrace plusieurs batailles ayant rapport à la guerre de l'Anneau.

## Trame

### Univers
L'univers est celui de Tolkien

## Accueil
| La Guerre de l'anneau |      |       |
| Média                 | Pays | Notes |
| Computer Gaming World | US   | 3/5   |
| GameSpot              | US   | 67 %  |
| IGN                   | US   | 79 %  |
| Jeuxvideo.com         | FR   | 15/20 |
| Compilations de notes |      |       |
| Metacritic            | US   | 67 %  |